# ابراهیما تندیا
ابراهیما تندیا (انگلیسی: Ibrahima Tandia؛ زادهٔ ۱۲ ژوئیهٔ ۱۹۹۳) بازیکن فوتبال اهل فرانسه است.
از باشگاه‌هایی که در آن بازی کرده‌است می‌توان به باشگاه فوتبال دپورتیوو آلاوس، باشگاه فوتبال کان، و باشگاه فوتبال الحزم عربستان سعودی اشاره کرد.
وی همچنین در تیم‌های ملی فوتبال تیم ملی فوتبال زیر ۱۶ سال فرانسه، زیر ۱۷ سال فرانسه، Mali national under-20 football team، و مالی بازی کرده‌است.